# 小孩不笨3
《小孩不笨3》，是由梁智強导演、编剧，胡静、周俞辰、柳胜美、江松恒等主演的新加坡電影，2024年6月6日於新加坡發行、2024年6月13日於马来西亚發行。該片是2002年電影《小孩不笨》，2006年電影《小孩不笨2》的續集，內容諷刺新加坡教育及多數家長對孩子的錯誤管教方式來喚醒社會大眾。

## 劇情
《小孩不笨3》故事描述升学大敌当前，妈妈“文婷”（胡静 饰）展开各式“包赢攻略”，逼着儿子“梓豪”（周俞辰 饰）念书，所有魔鬼补习方法接踵而来，完全不理会孩子是否承受得了。“梓豪”靠着死背活背让成绩明显进步，引起校内一直以来的学霸“Jayden”（江松恒 饰）的妈妈“Sophia”（柳胜美 饰）的注意，深怕儿子坐不上第一名的宝座。 “Sophia”逼着孩子疯狂念书，开始了“第一名争夺战”。在两个妈妈的重重压力之下，孩子能如愿以偿的让成绩突猛进吗？原本幸福的家庭因为成绩而暗流汹涌，更大的危机正在后面随时爆发。 

## 角色
| 演員   | 角色                 | 备注                 |
| 胡静   | 文婷                 | 王梓豪妈妈           |
| 周俞辰 | 王梓豪               |                      |
| 柳胜美 | Sophia Ng（黄慧敏）  | 李俊伟妈妈           |
| 江松恒 | Jayden Lee（李俊伟） |                      |
| 容启航 | 李老师               | 6A班数学老师兼班主任 |
| 吴委恩 | 陈佳瑶               | 6A班班长             |
| 黄智扬 | 林安迪（小胖）       |                      |
| 曹国辉 | 林老师               |                      |
| 熊令仪 | 晓慧                 | 文婷闺蜜             |
| 郑钰洁 | Rachel Foo（符欣慧） | 6A班学生             |
| 梁智强 | 刘先生               |                      |
| 刘谦益 | 林北                 |                      |
| 陈雪儿 | 佳瑶妈妈             |                      |
| 钱翰群 | 李凯文               | 李俊伟爸爸，律师     |
| 林茜茜 | 小胖妈妈             |                      |
| 孙景祥 | 小胖爸爸             |                      |
| 莫小玲 | 训导主任             |                      |
| 林茹萍 | 6A班英文老师         |                      |
| 周仲达 | 6A班华文老师         |                      |
| 陳美廪 | 校长                 | 宇哲小学校长         |
| 李健敏 | 补习中心CEO          | 新源飞教育集团CEO    |
| 黄湘淋 | 6A班同学妈妈         |                      |

## 外部連結
- 互联网电影数据库（IMDb）上《小孩不笨3》的资料（英文）
- 開眼電影網上《小孩不笨3》的資料（繁體中文）
- 豆瓣电影上《小孩不笨3》的資料 （简体中文）